# 周朗 (劉宋)
周朗（424年—460年），字義利，汝南安成人。南朝宋官員。周朗兄周嶠一家與劉宋的皇室多結姻親，故周朗相當顯貴，然而周朗因為喜好行事異於當時，故不為當時主流所稱許，最後更因忤於孝武帝而被其殺害。

## 生平
周朗有風采氣度，但自少喜好奇異，與兄周嶠當時的主流志趣不同，周嶠亦厭惡他這偏好。周朗初任南平王劉鑠的冠軍行參軍，後歷太子舍人，司徒主簿、江夏王劉義恭太尉參軍等。元嘉二十七年（450年），朝廷發動北伐，將以劉義恭出鎮彭城，總統諸軍。周朗聞訊立即解除參軍職務。後任通直郎。
宋孝武帝即任後，周朗又當建平王劉宏的中軍錄事參軍。當時宋孝武帝常斥責百官正言進諫，周朗就上書直言政策所失，建議改革授官及教育制度，讓每個男子都按年紀先後接受經學及武藝教育，並按家戶數設立教育官員。學習合格者依其長處授官；不合格者就考核其謀略議政，看其心術及行徑。若還是不合格即使是公卿之後都不能進仕。為推動農桑，周朗又建議以穀帛代替錢幣作為賞罰單位，又建議過千錢的大額交易都一律停止用錢作貨幣，改用絹布和米，以刺激人民大行農桑，亦遏制私鑄錢幣。周朗又推倡取稅以人頭作計，而不以資產，免得壓制貧民為避課稅而不敢發展。又周朗又針對元嘉北伐後戰事破壞地區人民生活困苦，建議減少其戶的租稅，寬減其力役。又提議將因戰亂離散而陷入饑餓的人們聚到豐穰的江南食，並協助及監督他們在淮南耕作和修堤湖，待作麥成熟後讓他們回去故地。在防守北魏方面，周朗提倡大行養馬，自建騎兵抵抗北方騎兵侵擾，又主張重建淮河沿岸的城壘，建烽火臺，讓士兵在城壘間流動作防守，休養生息，不論外國或邊民求出師都不出兵，待騎兵建立，糧食充足，內外無憂時才實行北伐。周朗又對於兄弟間不相撫恤，甚至爭產陷害之事作出懲辦，褒賞治家有道者；又議自皇室起大行儉約，亦禁止工匠製造珍奇器物。另又建議厚待將帥；置官復周典，讓官職與名位相稱；廢僑州郡；不讓年幼諸王強仕官位；申明佛律，整治當前佛道中人不法之舉；大推醫術以壓制鬼神迷信於民間發展等。周朗所言大忤孝武帝，終自解職位。
周朗及後曾任太子中舍人，終調任廬陵內史。廬陵郡在當時仍有很多荒蕪地方，常有野獸出沒，周朗為了應母親薛氏出獵的願望，在當地合圍縱火，讓母親觀看。不過火焰波及城郭，周朗就以官俸建屋，以賠償因火事造成的損失，由此被州府所彈劾。周朗及後還都向孝武帝道歉：「州府有關方面所陳舉臣的錯失有很多不公允處。臣在郡時，再三發生老虎食人事件，蟲鼠亦侵害農作物，就因這兩件事對不住陛下。」孝武帝面色也變了說：「州府有不公允之處，或者真是。蟲虎為患，與你有甚麼關係。」不久，薛氏去世，周朗丁憂期間都哭得很傷心，不過其他事就不太跟常規居喪禮節了，終在大明四年（460年）被孝武帝指令相關部們彈劾其「居喪無禮」，最終孝武帝下詔稱周朗「悖禮利口，宜令翦戮，微物不足亂典刑」，下令將周朗流放寧州。孝武帝更派人在周朗去寧州的路上將他殺掉，周朗享年三十六歲。

## 性格特徵
周朗異於時俗，《宋書》亦載他與羊希的書信，盡現其灑脫行文。所陳的政策建議，尤以選官舉才之法亦與當時門閥主導的官場文化大相逕庭，難為當時所容。外戚蕭思話長子蕭惠開亦與周朗同好，故二人交好，惟思話就以此為失。雖然如此，蔡興宗卻在周朗被流放寧州時敢冒風險親身送別，還因此惹怒孝武帝。

## 家庭

### 父
- 周淳，宋侍中。東晉周顗玄孫。

### 兄弟
- 周嶠，周朗兄，娶宋武帝女宣城公主，二女亦分別嫁建平王劉宏及廬江王刘祎。劉劭篡位時任吳興太守，會稽太守劉誕起兵討伐，因怯懼不知該支持哪方而遭司馬丘珍孫所殺。

### 子女
- 周仁昭，南海太守。

## 延伸阅读
[在维基数据编辑]
 《宋書/卷82》，出自沈约《宋书》